# Бержес-Фрисби, Астрид
Астрид Бержес-Фрисби (кат. Àstrid Bergès-Frisbey; род. 26 мая 1986 года, Барселона) — французско-испанская актриса. Наиболее известна ролью русалки Сирены в фильме «Пираты Карибского моря: На странных берегах», Софи в фильме «Я — начало» и мага в фильме «Меч короля Артура».

## Биография
Астрид Бержес-Фрисби родилась 26 мая 1986 года в городе Барселоне, Испания. Её отец — каталонец, а мать — наполовину француженка, наполовину англичанка. Детство Астрид провела в Париже. После смерти отца она оставила учёбу и с 2007 года начала сниматься в кино. Помимо съемок в кино Астрид занимается модельным бизнесом, снималась для журналов «Glamour» и «Vogue».
Астрид свободно говорит на каталонском, испанском, французском языках; выучила английский для роли Сирены в фильме «Пираты Карибского моря: На странных берегах». На съёмках фильма общаться с коллегами ей помогала соотечественница Пенелопа Крус. Во франшизу Бержес-Фрисби попала, уже имея опыт работы в кинематографе. До этого она снималась в нескольких испанских и французских лентах.
В 2014 году сыграла в фильме «Я — начало».
В 2017 году вышел новый фильм с её участием — «Меч короля Артура».

## Фильмография
| Год  |     | Русское название                            | Оригинальное название                       | Роль                 |
| ---- | --- | ------------------------------------------- | ------------------------------------------- | -------------------- |
| 2007 | с   | На проводе                                  | Sur le fil                                  | Мэри Сертиссиан      |
| 2007 | ф   | Божественная Эмили                          | Divine Émilie                               | маркиза де Буффле    |
| 2008 | с   | Они и я                                     | Elles et moi                                | молодая Изабель      |
| 2008 | ф   | Плотина против Тихого океана                | Un barrage contre le Pacifique              | Сюзанна              |
| 2009 | ф   | Экстаз                                      | Extase                                      | Джин                 |
| 2009 | ф   | Первая звезда                               | La première étoile                          | Джульетта            |
| 2009 | тф  | Мёртвая королева                            | La reine morte                              | инфанта              |
| 2010 | ф   | Брук                                        | Bruc. La llegenda                           | Глория               |
| 2011 | ф   | Дочь землекопа                              | La fille du puisatier                       | Патрисия Аморетти    |
| 2011 | ф   | Пираты Карибского моря: На странных берегах | Pirates of the Caribbean: On Stranger Tides | Сирена               |
| 2012 | ф   | Секс ангелов                                | El sexo de los ángeles                      | Карла                |
| 2013 | ф   | Джульетта                                   | Juliette                                    | Джульетта            |
| 2014 | ф   | Я — начало                                  | I Origins                                   | Софи Элизондо        |
| 2014 | кор | Дом там, где ваша душа болит                | Home Is Where Your Heart Aches              | Сара                 |
| 2015 | кор | Вверх ко мне                                | Up to Me                                    | Клара                |
| 2015 | кор | Луи                                         | Louis                                       | Анна                 |
| 2015 | кор | Водитель                                    | The Driver                                  | Анна                 |
| 2015 | ф   | Аляска                                      | Alaska                                      | Надин                |
| 2017 | ф   | Меч короля Артура                           | King Arthur: Legend of the Sword            | маг                  |
| 2020 | ф   | Другая                                      | L'autre                                     | Мэри                 |
| 2021 | ф   | Гениальное ограбление                       | Way Down                                    | Лоррейн              |
| 2021 | с   | Капитан Марло                               | Capitaine Marleau                           | женщина              |
| 2024 | ф   | Кукушка                                     | Cuckoo                                      | постоялица гостиницы |

## Награды и номинации
| Год  | Награда                                | Категория             | Работа | Результат |
| ---- | -------------------------------------- | --------------------- | ------ | --------- |
| 2009 | Приз Сюзанны Бьянкетти                 |                       |        | Победа    |
| 2011 | Chopard Trophy Каннского кинофестиваля | Женское открытие года |        | Победа    |
| 2012 | Gaudí Awards                           | Лучшая актриса        | Брук   | Номинация |
| 2016 | Давид ди Донателло                     | Лучшая актриса        | Аляска | Номинация |
| 2020 | Taormina International Film Festival   | Лучшая актриса        | Другая | Победа    |